# Clonación extensa
La clonación extensa quiere decir clonación para «todo tipo de ser vivo». Muchos científicos la consideran una desventaja ya que puede perjudicar el modelo de la raza si aparece una deformidad en el fin del proceso. Algunos la consideran ventaja ya que puede ser un mecanismo que más adelante pueda ayudar a las especies en Via de Extinción a lo contrario.
En primer lugar se necesita clonar las moléculas ya que no se puede hacer un órgano o parte del "clon" si no se cuenta con las moléculas que forman a dicho ser, aunque claro para hacer una clonación necesitamos saber que es lo que buscamos clonar (ver clonación molecular). 
Ser parte de un animal ya desarrollado, porque la clonación responde a un interés por obtener copias de un determinado animal que interesa, y sólo cuando es adulto conocemos sus características. 
Por otro lado, se trata de crearlo de forma asexual. La reproducción sexual no permite obtener copias idénticas, ya que este tipo de reproducción por su misma naturaleza genera diversidad

## Clonación del futuro
La clonación de especies extintas, ha sido un sueño para muchos científicos. Uno de los objetivos previstos para la clonación fue el mamut lanudo, pero los intentos de extraer ADN de mamuts congelados no han tenido éxito, aunque un equipo ruso-japonés sigue trabajando en ello.
En 2001, la vaca Bessie dio a luz a un gaur ( un bisonte indio) clonado de Asia, una especie en peligro, pero el ternero murió después de dos días.
En 2003, un banteng (tipo de toro) fue clonado con éxito, además también fueron clonadas con éxito tres fieras de África a partir de embriones congelados. Estos éxitos han dado esperanzas sobre la posibilidad de que otras especies extintas puedan ser clonadas. De cara a esta posibilidad; las muestras de tejidos del último bucardo (cabra montesa) fueron congelados rápidamente tras su muerte.
Los investigadores también están considerando la clonación de especies en peligro de extinción como el panda gigante, el ocelote, y guepardos.